# Carpinus monbeigiana
Carpinus monbeigiana ist ein mittelgroßer Baum aus der Gattung der Hainbuchen (Carpinus) mit graubraunen, anfangs flaumhaarigen Zweigen und teilweise zottig behaarten Blättern. Das natürliche Verbreitungsgebiet der Art liegt in China.

## Beschreibung
Carpinus monbeigiana ist ein bis zu 16 Meter hoher Baum mit grauer Rinde. Die Zweige sind dunkel graubraun, anfangs dicht flaumhaarig und später verkahlend. Die Laubblätter haben einen etwa 1 Zentimeter langen, dicht gelbflaumig behaarten Stiel. Die Blattspreite ist 5 bis 10 Zentimeter lang und 2,5 bis 4 Zentimeter breit, länglich-lanzettlich, eiförmig-lanzettlich oder elliptisch-lanzettlich, spitz, zugespitzt oder geschwänzt zugespitzt, mit abgerundeter, mehr oder weniger herzförmiger oder abgerundet-keilförmiger Basis und einem unregelmäßig borstig stachelspitzig gesägten Blattrand. Es werden 14 bis 18 Nervenpaare gebildet. Die Blattoberseite ist entlang der Mittelrippe dicht zottig behaart, die Unterseite ist entlang der Blattadern seidig-zottig behaart, hat Achselbärte und ist sonst kahl.
Die weiblichen Blütenstände sind 5 bis 8 Zentimeter lang bei Durchmessern von 1,5 bis 2 Zentimetern. Die Blütenstandsachse ist 1,5 bis 2 Zentimeter lang, gelb und rau behaart. Die Tragblätter sind 1,6 bis 2 Zentimeter lang, 6 bis 8 Millimeter breit, halb-eiförmig mit zugespitztem oder stumpfem Ende. Der äußere Blattrand ist grob gezähnt ohne basalem Lappen, der innere Teil ist ganzrandig, mit eingerolltem basalem Blattöhrchen. Die Blätter haben fünf Blattadern erster Ordnung und sind entlang der netzartig angeordneten Blattadern dicht gelb und rau behaart. Als Früchte werden 3 bis 4 Millimeter lange, breit eiförmige, deutlich gerippte, spärlich flaumhaarige und an der Spitze zottig behaarte Nüsschen gebildet, die mit braunen und orangefarbenen Harzdrüsen besetzt sind. Carpinus monbeigiana blüht von Mai bis Juni, die Früchte reifen von Juli bis August.

## Vorkommen und Standortansprüche
Das natürliche Verbreitungsgebiet liegt im Tibet und in der chinesischen Provinz Yunnan in subtropischen Wäldern auf Berghängen auch mit kalkhaltigem Untergrund in 1700 bis 2800 Metern Höhe.

## Systematik
Carpinus monbeigiana ist eine Art aus der Gattung der Hainbuchen (Carpinus). Diese wird in der Familie der Birkengewächse (Betulaceae) der Unterfamilie der Haselnussgewächse (Coryloideae) zugeordnet. Die Art wurde 1925 von Heinrich von Handel-Mazzetti erstmals wissenschaftlich beschrieben. Der Gattungsname Carpinus stammt aus dem Lateinischen und wurde schon von den Römern für die Hainbuche verwendet.

## Nachweise